# Heinrich Cornelius Agrippa von Nettesheim
Heinrich Cornelius Agrippa von Nettesheim, ook wel Cornelis Agrippa, (Keulen, 14 september 1486 - Grenoble, 18 februari 1535) was een Duits magiër en occult schrijver, soldaat, arts, astroloog en alchemist. Daarnaast wordt hij gezien als een vroeg feminist. Agrippa's achternaam en bijnaam zijn afgeleid van zijn geboorteplaats (Keulen was vroeger Colonia Agrippina) en de oorsprong van zijn familie (Nettesheim, een dorp in de buurt van Keulen).

## Levensloop
Details over Agrippa's vroege jaren zijn niet erg duidelijk. Hij schijnt acht talen te hebben geleerd, aan de universiteit van Keulen te hebben gestudeerd en enige tijd te hebben doorgebracht in Frankrijk. Agrippa trad al vroeg in dienst bij keizer Maximiliaan I. Aanvankelijk als secretaris maar aangezien Agrippa met zowel de pen als het zwaard was geschoold later ook als soldaat. Hij diende zeven jaar in het leger en werd hiervoor geridderd. Hij zou onder meer in 1508 de campagne in Catalonië hebben meegemaakt. In 1509 gaf hij aan de universiteit van Dôle lezingen over Johannes Reuchlins De Verbo Mirifico, maar zou niet lang daarna op verdenking van ketterij worden aangeklaagd door Johan Catilinet, een monnik die in Gent een van zijn lessen had bijgewoond. Agrippa verhuisde noodgedwongen naar de Nederlanden en ging terug in dienst bij Maximiliaan.
In 1510 zond de keizer hem op een diplomatieke missie naar Engeland, waar hij de gast was van Colet, bisschop van St Paul's. Daar bereidde hij zijn verdediging voor en antwoordde op de beschuldigingen van Catilinet. Na zijn terugkeer naar Keulen volgde hij Maximiliaan in 1511 naar Italië, waar hij als theoloog het Concilie van Pisa bijwoonde. Hij bleef zeven jaar in Italië, gedeeltelijk in dienst van William VI, markies van Monferrato en van Karel III, hertog van Savoy, waarschijnlijk als lesgever in theologie en de praktijk van de geneeskunde.
In 1515 gaf hij les aan de universiteit van Pavia over de Pymander van Hermes Trismegistus, maar deze lezingen werden abrupt onderbroken door de overwinningen van koning Frans I van Frankrijk. In 1518 verkreeg hij dankzij de inspanningen van een van zijn beschermers de post van stadsadvocaat en redenaar te Metz. Ook hier brachten zijn overtuigingen hem, net als in Dôle, in aanvaring met de monniken. Toen hij de verdediging opnam van een vrouw die van hekserij werd beschuldigd kwam hij in conflict met de inquisiteur, Nicholas Savin. Als gevolg daarvan moest hij in 1520 ontslag nemen en terugkeren naar Keulen. Daar bleef hij een tweetal jaren. Vervolgens had hij in Genève en Freiburg een praktijk als geneesheer, en vier jaar later vertrok hij naar Lyon waar hij werd aangesteld als arts van Louise van Savoy, de moeder van Frans I. Deze positie gaf hij op in 1528 en het was rond deze tijd dat hij werd uitgenodigd om deel te nemen aan een debat over de vraag of de scheiding van Hendrik VIII van Engeland en Catharina van Aragon wel wettelijk was. Hij bedankte hiervoor en verkoos om - op verzoek van Margaretha, regentes van de Nederlanden - als historiograaf en archivaris bij keizer Karel V aan de slag te gaan. De dood van Margaretha in 1530 verzwakte zijn positie echter, en de publicatie van enkele van zijn werken wekte nieuwe haat bij zijn tegenstanders. Hij belandde wegens schulden ook korte tijd in de gevangenis van Brussel, en ging toen met de steun van Hermann van Wied, aartsbisschop van Keulen, naar Keulen en Bonn.
De publicatie van zijn werken bracht hem weer in aanvaring met de Inquisitie, die trachtte het drukken van De occulta philosophia te stoppen. Vervolgens trok hij naar Frankrijk, maar hij werd gearresteerd op bevel van Frans I omwille van iets dat hij over de koningin-moeder zou gezegd hebben, maar hij kwam spoedig vrij. Hij stierf in Grenoble op 18 februari 1535.

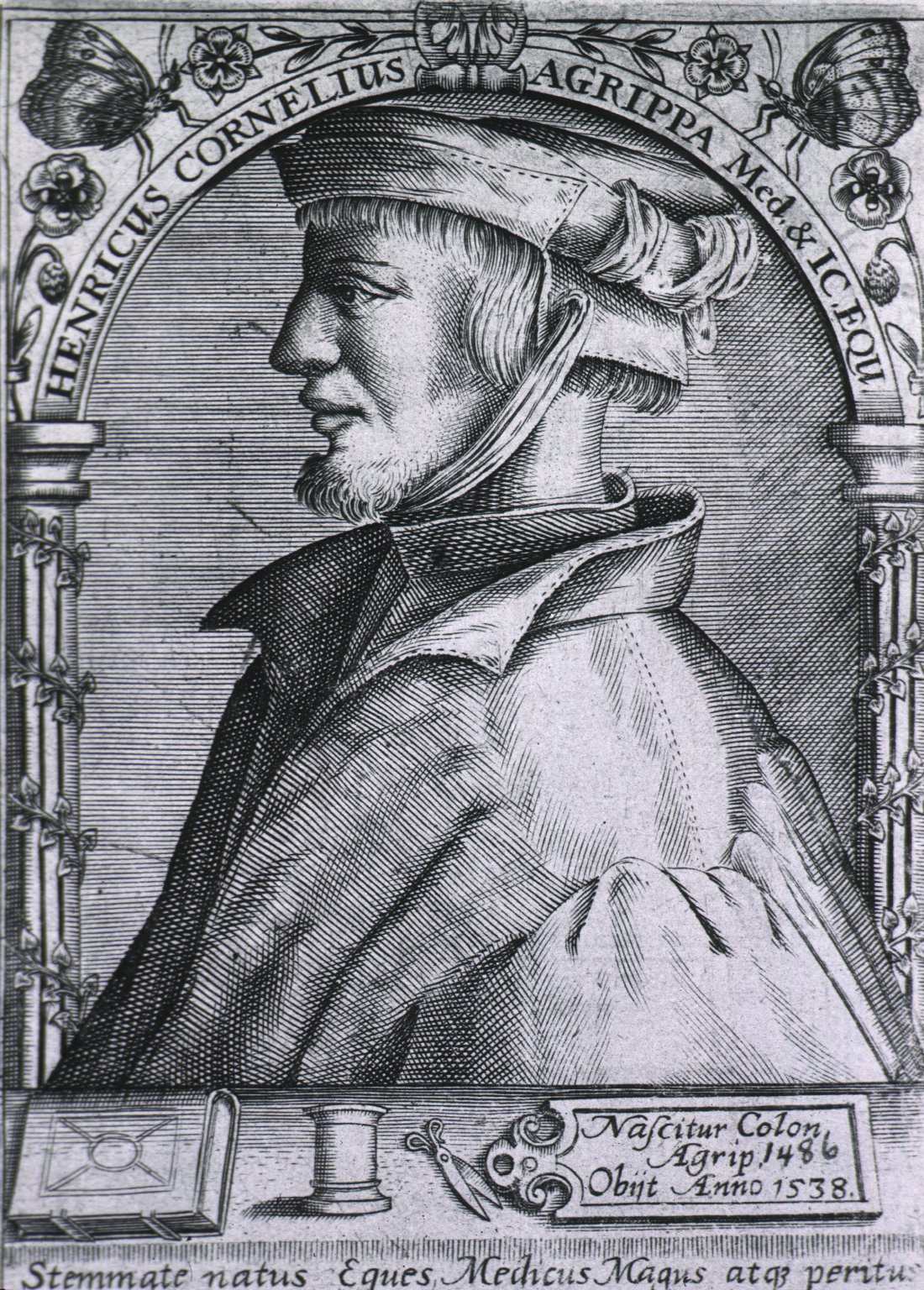

## Werk
Agrippa was een bekwaam onderzoeker en een van de vroege zoekers naar de steen der wijzen. Johannes Trithemius was een van zijn leermeesters aan wie hij in 1510 inzage gaf in zijn De Occulta Philosophia. In een brief spreekt Trithemius zijn bewondering uit maar waarschuwt hem zijn ideeën slechts met een select aantal ingewijden te delen. Pas 23 jaar later publiceerde Agrippa het werk.
Agrippa reisde door Spanje, Frankrijk, Nederland, Duitsland, en Italië en gaf lezingen over verscheidene mystieke publicaties waaronder Reuchlinus de Verbo Mirifico (zie Johannes Reuchlin) en Mercurius Trismegistus (zie Hermes Trismegistus). Onderwijl verschenen in Europa manuscripten van De Occulta Philosophia. Dit leverde hem verschillende problemen met het kerkelijke gezag op, hij moest een aantal maal vluchten en werd tevens een aantal maal gevangengenomen. In 1533 besloot hij, teneinde de misverstanden uit de wereld te helpen, het werk zelf in druk te brengen.
In 1651 werd zijn De Occulta Philosophia in Engeland gepubliceerd.

## Historische erkenning
De Nederlandse massapsycholoog Baschwitz noemt hem in zijn studie De strijd met den duivel uit 1948 als een van de moedige pioniers van de bestrijding van bijgeloof en heksenwanen, nog voor het verschijnen van Johannes Wier die hij eveneens aanmerkt als een belangrijke voorloper van Balthasar Bekker. Volgens Baschwitz had hij een pre-psychologische notie van de werking en ook van de mogelijkheid van een ontsporing en misbruik van suggestie, zoals die volgens hem aan de orde was bij "tovenarij" en de beschuldigingen over hekserij waarvan vele onschuldigen het slachtoffer werden.
Agrippa's faam als 'proto-feminist' heeft hij voornamelijk te danken aan de 'Declamatio de nobilitate et praecellentia foeminei sexus', een werk waarin hij de gelijkheid van seksen bepleit, en zelfs de superioriteit van de vrouw vooropstelt. Hier volgt een fragment aan het begin van het boek:
...waardoor het vanzelfsprekend is dat wat betreft de essentie van de ziel van man en vrouw, er van geen enkele kant aanspraak kan gemaakt worden op enige superioriteit. Beide bezitten dezelfde aangeboren waarde en waardigheid, naar de afbeelding van hun schepper, van wie de straling even helder in de een als in de ander schijnt. In andere aspecten overtreft de nobele en delicate vrouwelijke sekse in oneindige mate de ruwgevormde, luidruchtige mannelijke soort.
Agrippa begint dus met te zeggen dat in wezen - bij geboorte - de ziel van beide gelijkwaardig is, maar dat de vrouw toch blijk geeft van veel superieure kwaliteiten.